# Ferrières-lès-Ray
Ferrières-lès-Ray – miejscowość i gmina we Francji, w regionie Burgundia-Franche-Comté, w departamencie Górna Saona.
Według danych na rok 1990 gminę zamieszkiwało 47 osób, a gęstość zaludnienia wynosiła 12 osób/km² (wśród 1786 gmin Franche-Comté Ferrières-lès-Ray plasuje się na 696. miejscu pod względem liczby ludności, natomiast pod względem powierzchni na miejscu 890.).